# 霍利采

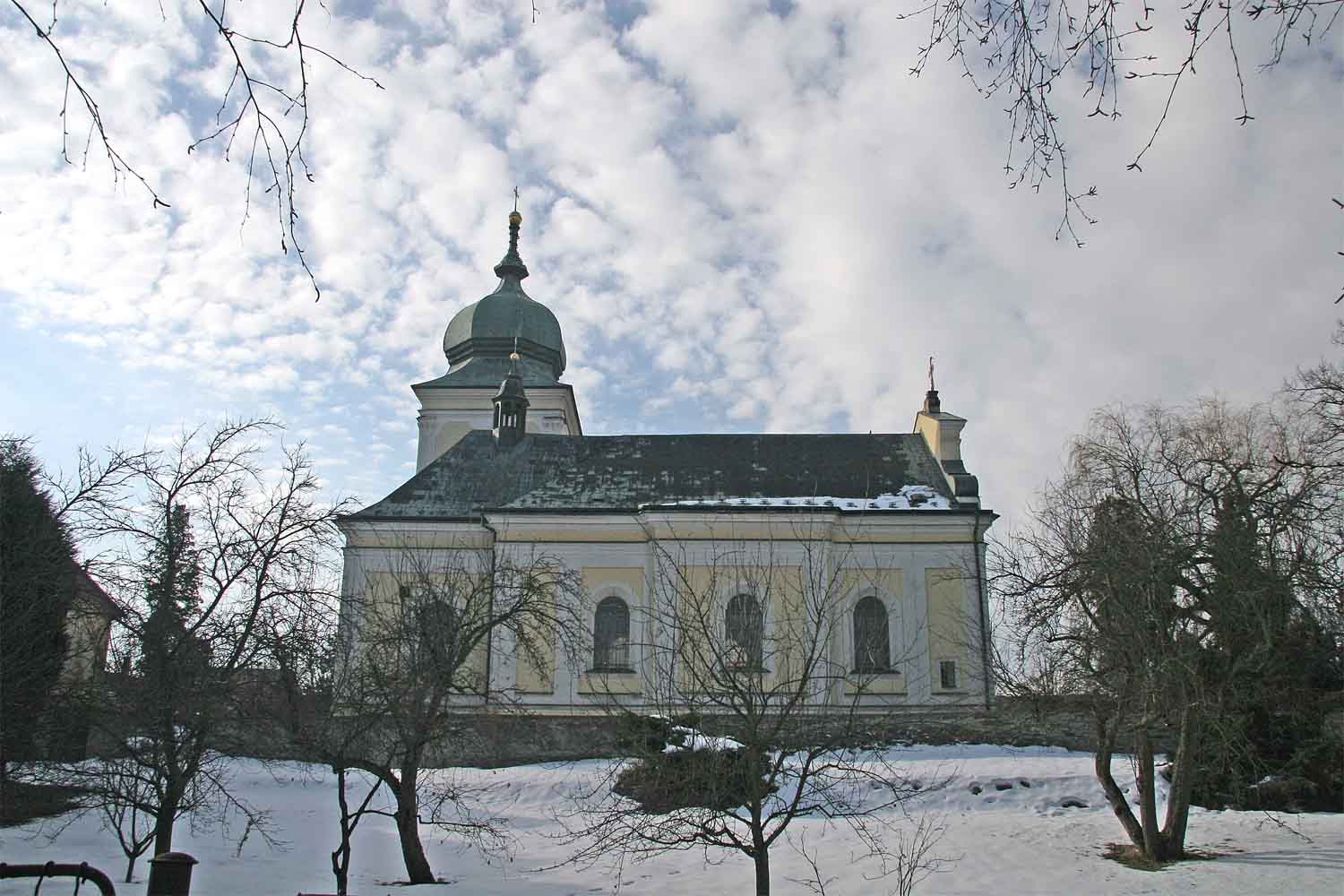

霍利采是捷克的城鎮，位於該國北部，距離首府帕爾杜比采約16公里，由帕爾杜比采州負責管轄，面積19.69平方公里，海拔高度245米，2012年人口6,491。

## 外部連結
- Official website （页面存档备份，存于） （捷克文）